# ماتی مکی
ماتی مکی (به انگلیسی: Matti Mäki) (زادهٔ ۱۷ مارس ۱۹۸۲) شناگر اهل فنلاند است.